# Polygalales
Polygalales é o nome botânico de uma ordem de plantas dicotiledóneas.
No sistema de Cronquist, de 1981, compreende sete famílias:
- - família Krameriaceae
  - família Malpighiaceae
  - família Polygalaceae
  - família Tremandraceae
  - família Trigoniaceae
  - família Vochysiaceae
  - família Xanthophyllaceae

Na classificação filogenética (APG II) esta ordem não existe.